# Graptophyllum glandulosum
Graptophyllum glandulosum là một loài thực vật có hoa trong họ Ô rô. Loài này được Turrill mô tả khoa học lần đầu tiên vào năm 1912.